# Trichaster palmiferus
Trichaster palmiferus är en ormstjärneart som först beskrevs av Jean-Baptiste Lamarck 1816.  Trichaster palmiferus ingår i släktet Trichaster och familjen Euryalidae.
Artens utbredningsområde är Seychellerna. Inga underarter finns listade i Catalogue of Life.